# Roinvilliers
Roinvilliers  [ʁwɛ̃vilie] je francouzská obec v departementu Essonne v regionu Île-de-France.

## Poloha
Roinvilliers se nachází asi 56 km jihozápadně od Paříže. Obklopují ji obce Bois-Herpin na severu a severozápadě, Mespuits na východě a severovýchodě, Blandy na jihovýchodě, Rouvres-Saint-Jean na jihu a jihozápadě a Abbéville-la-Rivière na západě.